# Averara
Averara är en ort och kommun i provinsen Bergamo i regionen Lombardiet i Italien. Kommunen hade 181 invånare (2018).